# 716

## Събития
- Арабите блокирали Константинопол по море и суша
- Хан Тервел сключва мирен договор с Византия.